# Hüttlingen (Ehingen)
Hüttlingen ist ein Gemeindeteil der Gemeinde Ehingen im Landkreis Ansbach (Mittelfranken, Bayern). Hüttlingen liegt in der Gemarkung Beyerberg.

## Geografie
Nordwestlich und östlich des Weilers entspringen zwei Seitenarme des Altweihergrabens, die zahlreiche Weiher speisen. Der Altweihergraben ist ein rechter Zufluss des Flinsbachs, eines rechten Zuflusses der Wieseth. Einen halben Kilometer westlich des Ortes befindet sich der Wachsenberg (523 m ü. NHN), 0,5 km südöstlich der Hüttlinger Berg. Eine Gemeindeverbindungsstraße führt zur Staatsstraße 2248 (0,9 km südwestlich), die nach Burk (0,6 km nordwestlich) bzw. nach Beyerberg verläuft (2,1 km südöstlich).

## Geschichte
Das Hochgericht übte das ansbachischen Oberamt Wassertrüdingen aus. Die Dorf- und Gemeindeherrschaft hatte das eichstättische Stiftskapitel Herrieden. Gegen Ende des 18. Jahrhunderts gab es in Hüttlingen drei Anwesen (einen Hof, zwei Güter), die allesamt das Stiftskapitel Herrieden als Grundherrn hatten. Von 1797 bis 1808 unterstand der Ort dem Justiz- und Kammeramt Wassertrüdingen.
Infolge des Gemeindeedikts wurde Hüttlingen dem 1809 gebildeten Steuerdistrikt und Ruralgemeinde Beyerberg zugeordnet. Im Zuge der Gebietsreform in Bayern wurde Hüttlingen am 1. Juli 1972 nach Ehingen eingemeindet.

### Einwohnerentwicklung
| Jahr      | 001818 | 001840 | 001861 | 001871 | 001885 | 001900 | 001925 | 001950 | 001961 | 001970 | 001987 |
| Einwohner | 16     | 22     | 21     | 33     | 27     | 28     | 22     | 24     | 22     | 20     | 18     |
| Häuser    | 3      | 3      |        |        | 4      | 4      | 4      | 4      | 4      |        | 4      |
| Quelle    | [ 11 ] | [ 12 ] | [ 13 ] | [ 14 ] | [ 15 ] | [ 16 ] | [ 17 ] | [ 18 ] | [ 19 ] | [ 20 ] | [ 1 ]  |

## Religion
Der Ort ist seit der Reformation evangelisch-lutherisch geprägt und bis heute nach Burk gepfarrt. Die Einwohner römisch-katholischer Konfession sind nach Herz Jesu (Bechhofen) gepfarrt.